# Пионерский лагерь
Пионе́рский ла́герь (пионерла́герь) — воспитательно-оздоровительное учреждение в СССР, предназначенное для временного пребывания там пионеров (в связи с чем лагерь и назывался «пионерским») и школьников в возрасте от 7 до 15 лет.
Пионерские лагеря организовывались на время школьных каникул профсоюзными, комсомольскими, хозяйственными организациями, колхозами, совхозами, органами народного образования, органами здравоохранения, а также комитетами по физической культуре и спорту. В лагерях из числа прибывших пионеров формировались временные дружины и отряды, работали различные детские самодеятельные коллективы по интересам, проводилась военно-спортивная игра «Зарница». Некоторые пионерлагеря принимали детей круглогодично. Вожатые лагерей формировались из членов ВЛКСМ.
После распада СССР пионерские лагеря стали именоваться: «детский оздоровительный лагерь», «детский оздоровительный центр» или «детский центр».

## Типы пионерских лагерей

Мемориал пионерам-героям времен Великой Отечественной войны близ Тольятти. Бывший пионерский лагерь «Алые паруса»
(справа налево: Боря Цариков, Марат Казей, Зинаида Портнова, Лёня Голиков, Валя Котик, Володя Дубинин)

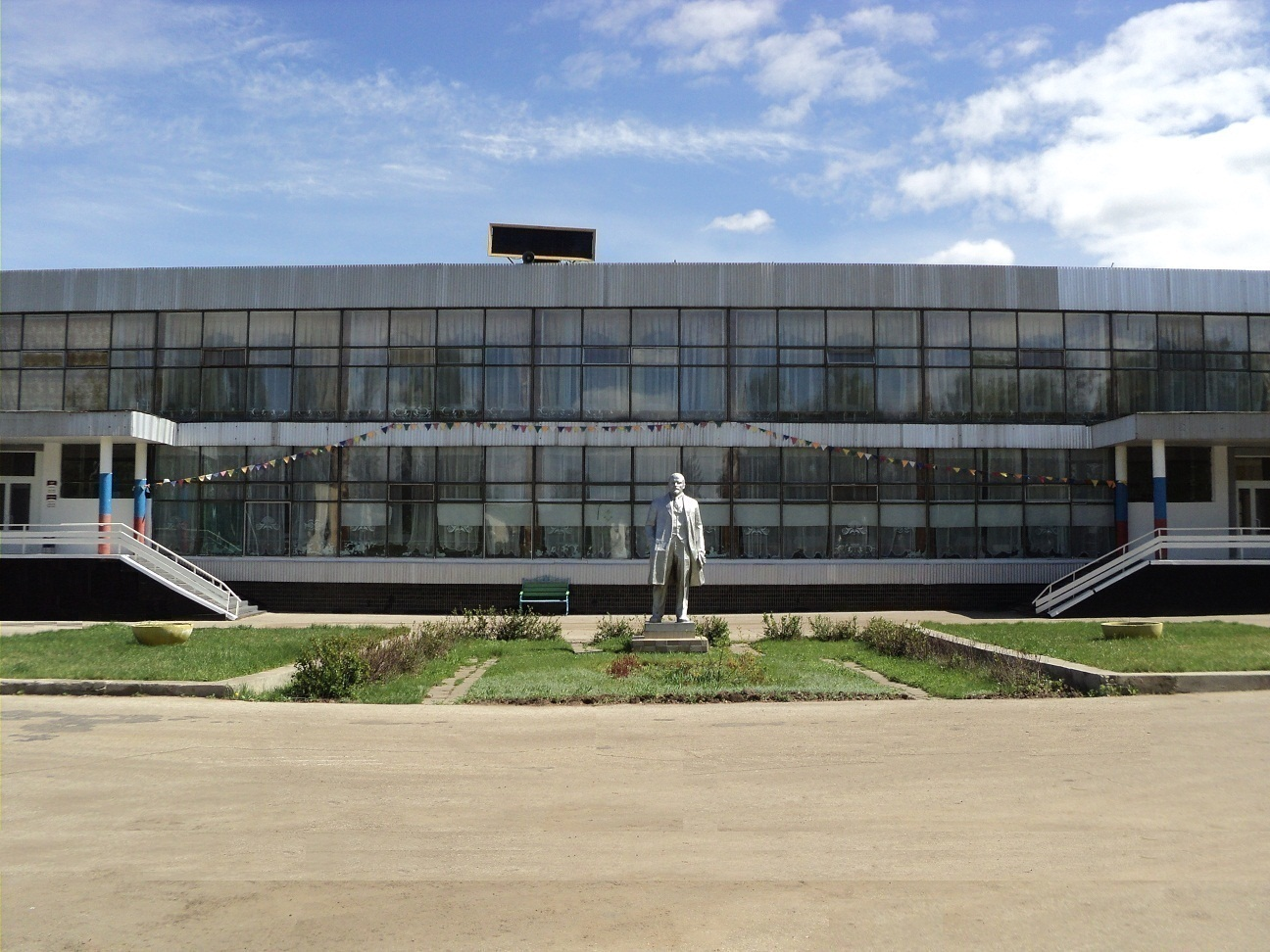
Памятник основателю СССР Владимиру Ленину перед столовой (быв. п./л «Алые паруса»)

- Загородные — расположены в окрестностях города.
- Санаторные — лагеря с лечебно-профилактическими целями, где используются преимущественно природные лечебные факторы (климат, минеральные воды) в сочетании с физиотерапией, лечебной физкультурой и лечебным питанием, при соблюдении определённого режима, обеспечивающего полноценный отдых и оздоровление детей.
- Городские — лагеря без ночёвки, в основном — в школах.
- Оздоровительные — лагеря со спортивным уклоном, в целях укрепления здоровья ребёнка.
- Спортивные — лагеря с усиленным спортивным уклоном, для развития физических возможностей.
- Военно-спортивные — лагеря данного типа носят подчёркнуто жёсткий характер. В таких лагерях дети проходят первичную военно-спортивную подготовку, развиваются физически, получают навыки ориентирования на местности, стрельбы, борьбы, поведения при задержании, выживания в экстремальных условиях и многое другое.
- Туристские — палаточные лагеря в лесу, на берегу моря, озера или реки.
- Профильные (юных техников, натуралистов, геологов) — программа лагерей соответствует конкретному профилю или тематике. В качестве профиля популярные увлечения современных детей: различные виды спорта, танцы, компьютер, туризм, иностранный язык, фотографирование, журналистику, интеллектуальные игры. В некоторых случаях лагерь в целом или отдельную смену создают по сюжету популярных среди детей приключенческих фильмов или компьютерных игр. Особое внимание уделяется обучающим занятиям, на которых дети учатся развивать логику и коммуникативные навыки. В остальном, программа профильного лагеря приближена к традиционной — это активный отдых на пляже, туристические походы, песни под гитару, игры и конкурсы внутри отряда, массовые спортивные игры и соревнования, костюмированные шоу и дискотеки.
- Лагеря труда и отдыха — наиболее распространённая форма организации общественно полезного труда старшеклассников. Учащиеся работают в лагерях труда и отдыха только в летнее время и, как правило, в сельскохозяйственном производстве. Основная задача лагеря — воспитать у школьников любовь и уважение к труду, развить их общественную активность.
- Лагеря пионерского и комсомольского актива — туда направлялись для идеологической подготовки те, кто руководил у себя в школе дружиной, отрядом и других подобных активистов.
- Школьные — лагеря дневного пребывания на базе школ.

## Пионерские лагеря в СССР

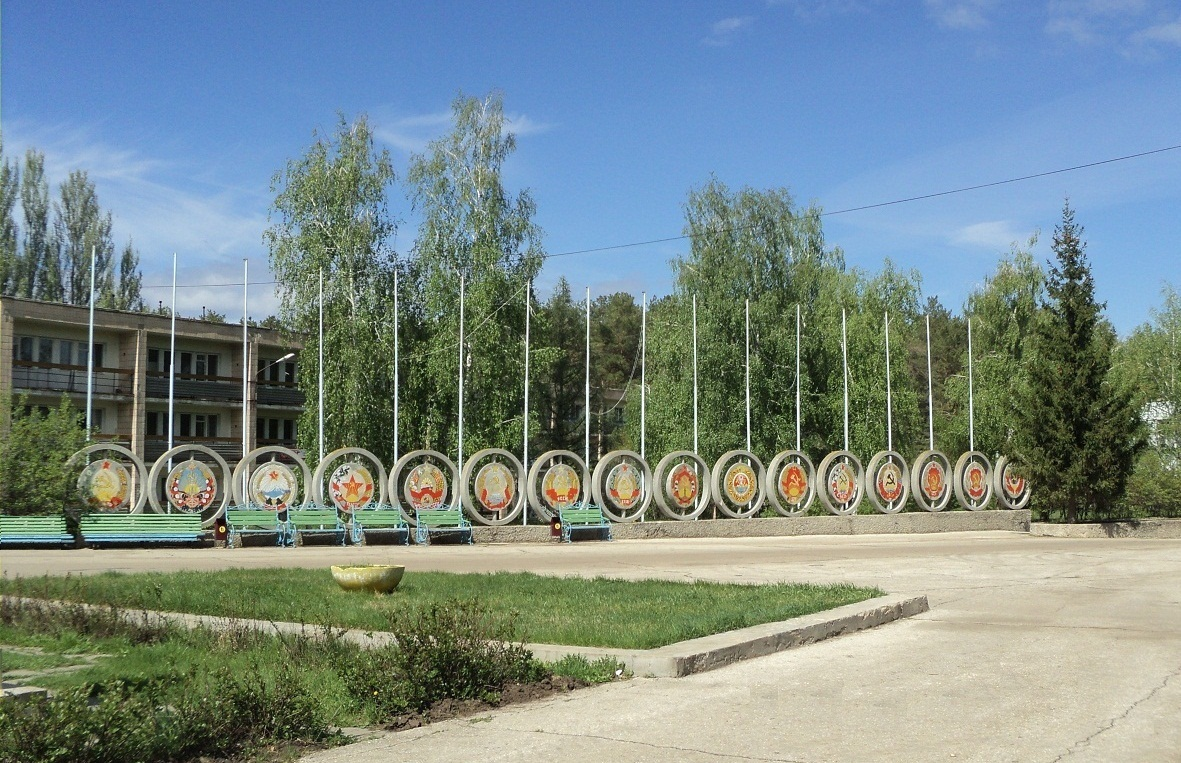
Гербы СССР и союзных советских республик
(бывший пионерский лагерь «Алые паруса»)

Первые лагеря создавались в начале 1920-х годов пионерскими отрядами, существовавшими по месту жительства или при крупных предприятиях. Городские пионеры выезжали в лагерь, организованный на один летний сезон, уже сложившимся составом со своим постоянным вожатым. Фактически такой лагерь был продолжением отрядной деятельности в летний период с упором на спортивное и военно-патриотическое воспитание. Часто пионеры оказывали помощь жителям села и вели просветительскую работу среди сельских детей. Пример такого лагеря показан в книге и фильме «Бронзовая птица».
Идея использования пионерских лагерей для отдыха и оздоровления школьников принадлежит председателю Российского общества Красного Креста З. П. Соловьёву. Первым таким лагерем нового типа стал открытый в 1925 году лагерь «Артек». Там же, в Артеке в 1927 году впервые была введена штатная должность вожатого и началось комплектование отрядов непосредственно в лагере.
«Артек» являлся Международным центром пионерских лагерей в СССР, куда приглашались официальные иностранные делегации.
Во время Великой Отечественной войны работа по организации пионерских лагерей не была прекращена. По некоторым источникам, пионерские лагеря действовали даже во время блокады Ленинграда летом 1942 года. Пионерский лагерь «Артек», эвакуированный в посёлок Белокуриха, принимал на отдых сибирских школьников, а летом 1944 года возобновил свою деятельность в освобождённом Крыму
.
В послевоенный период, вплоть до 1990-х годов, большинство лагерей в СССР создавалось по профсоюзному (в системе ВЦСПС) или ведомственному принципу — при предприятиях и учреждениях для детей сотрудников (например, у Минсредмаша — пионерский лагерь имени Олега Кошевого в Евпатории). Иногда ведомственные лагеря имели профильный характер, связанный с деятельностью того или иного учреждения. Уровень материального обеспечения лагеря также напрямую зависел от бюджета предприятия.

### Пионерские лагеря союзного значения
В 1980-е годы в СССР функционировало до 40 тысяч загородных пионерских лагерей, где ежегодно отдыхало около 10 миллионов детей. Самые крупные из них —
- Всесоюзный пионерский лагерь ЦК ВЛКСМ «Артек» (Крымская область, УССР),
- Всесоюзный пионерский лагерь ЦК ВЛКСМ «Орлёнок» (Краснодарский край, РСФСР),
- Всесоюзный пионерский лагерь «Космос» (Краснодарский край, Анапа, РСФСР) → ныне ДСОК «Жемчужина России»
- Всесоюзный пионерский лагерь ЦК ВЛКСМ «Океан» (Приморский край, РСФСР),
- Всесоюзный пионерский лагерь «Алые паруса» (Куйбышевская область, Ягодное, РСФСР),
- Всесоюзные пионерские лагеря «Молодая гвардия» (Одесская область, УССР) и «Зубрёнок» (Минская область, БССР).

Кроме этого во всех городах, как правило при школах, создавались «городские» лагеря с дневным пребыванием пионеров.

## Структура
Пионерские лагеря представляли собой огороженную территорию с воротами, внутри которой располагалась въездная площадь, корпуса для размещения, гараж, гостиница для специалистов, лечебный корпус, кинозал, спортивный зал, плавательный бассейн, стадион, душевые кабины, библиотека, музей, помещения для кружковой работы, радиорубка.

## Пионерские лагеря в искусстве

### Кино
Как всякое заметное явление эпохи, богатая событиями жизнь в пионерских лагерях нашла широкое отражение в советском и позже в российском киноискусстве.
- «Военная тайна»
- «Будьте готовы, Ваше высочество!»
- «Засекреченный город»
- «Каникулы Петрова и Васечкина, обыкновенные и невероятные»
- «Сто дней после детства»
- «Добро пожаловать, или Посторонним вход воспрещён»
- «До первой крови»
- «Завтрак на траве»
- «Три веселые смены»
- «Лесные качели»
- «Рядом с тобой»
- «Синие ночи»
- «Пассажир с «Экватора»
- «Частное пионерское»
- «Лялька-Руслан и его друг Санька»
- «Этот негодяй Сидоров»
- «Здравствуйте, дети!»
- «Пятёрка за лето»
- «Тайна»
- «Обещаю быть!»
- «Скачу за радугой!»
- «Однажды летом»

### Другое
- «Бесконечное лето» — компьютерная игра (визуальная новелла) 2013 года, действие которой происходит в пионерском лагере поздних советских времён.
- «Пищеблок» — мистический роман Алексея Иванова 2018 года и снятый по его мотивам одноимённый сериал.
- «Лето в пионерском галстуке» — роман 2021 года, написанный в соавторстве Еленой Малисовой и Катериной Сильвановой.

## Реорганизация пионерлагерей
В период перестройки имелся опыт перевода некоторых лагерей на хозрасчёт, самофинансирование или кооперативную основу. Таким образом было положено начало коммерции на детском отдыхе. Впоследствии некоторые детские лагеря были выкуплены (или арендованы) коммерческими структурами туристической направленности.
Многие детские пионерские лагеря были выкуплены различными организациями и реорганизованы для личных нужд.
После распада СССР изменился политический курс и Всесоюзная пионерская организация им. Ленина была распущена. Подавляющее большинство пионерлагерей стало невостребованным и было перепрофилировано в частные турбазы и пансионаты, часть реорганизовали в детские центры и площадки для пейнтбола, большая их часть, находящихся далеко от населённых пунктов, прекратила функционирование и заброшена в лесах территории бывшего СССР. Заброшенные пионерлагеря нередко посещают сталкеры.

## Галерея

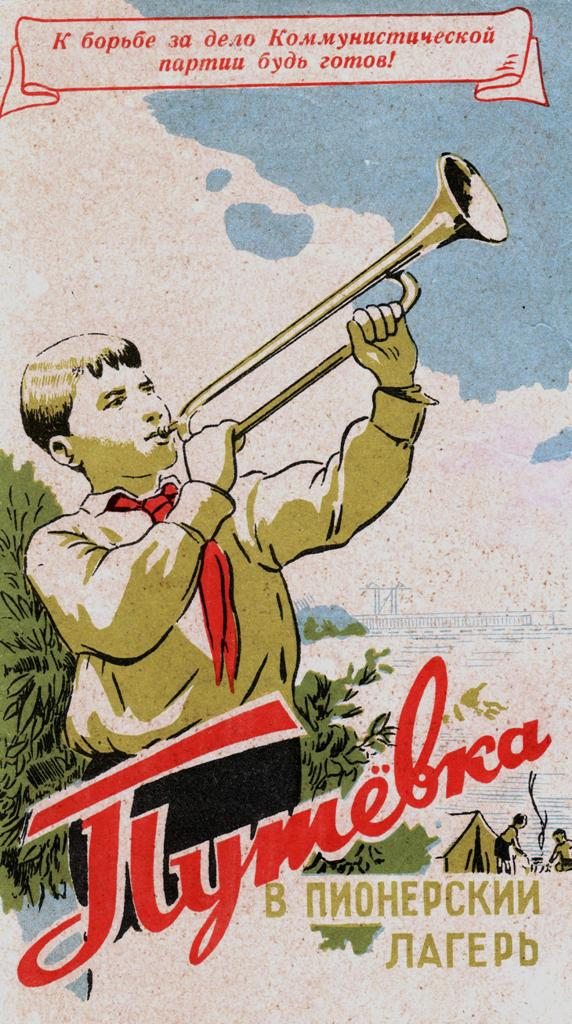
Путёвка в пионерлагерь
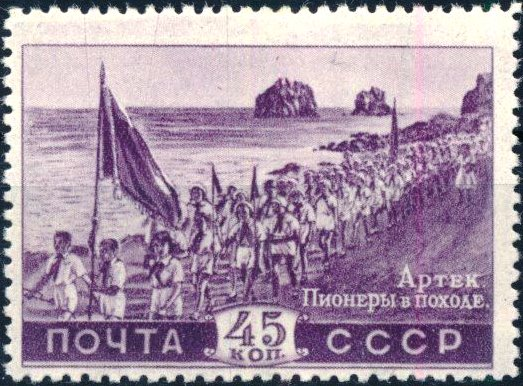
Почтовая марка СССР, Всесоюзный пионерский лагерь «Артек»
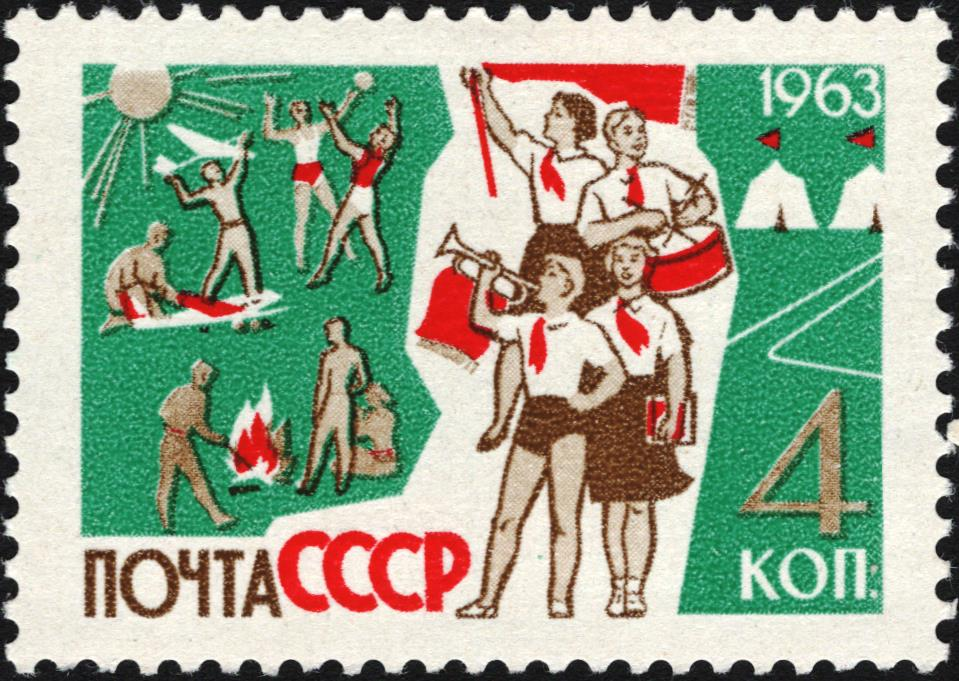
Почтовая марка СССР, 1963 год
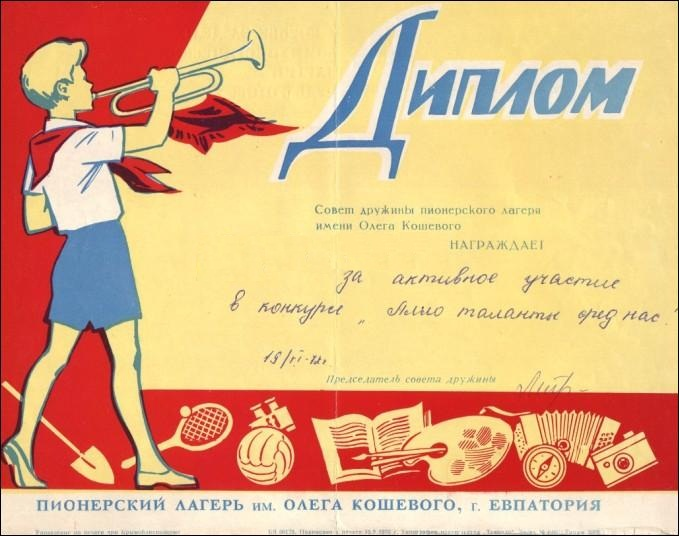
Отличившимся в лагере пионерам вручали дипломы…
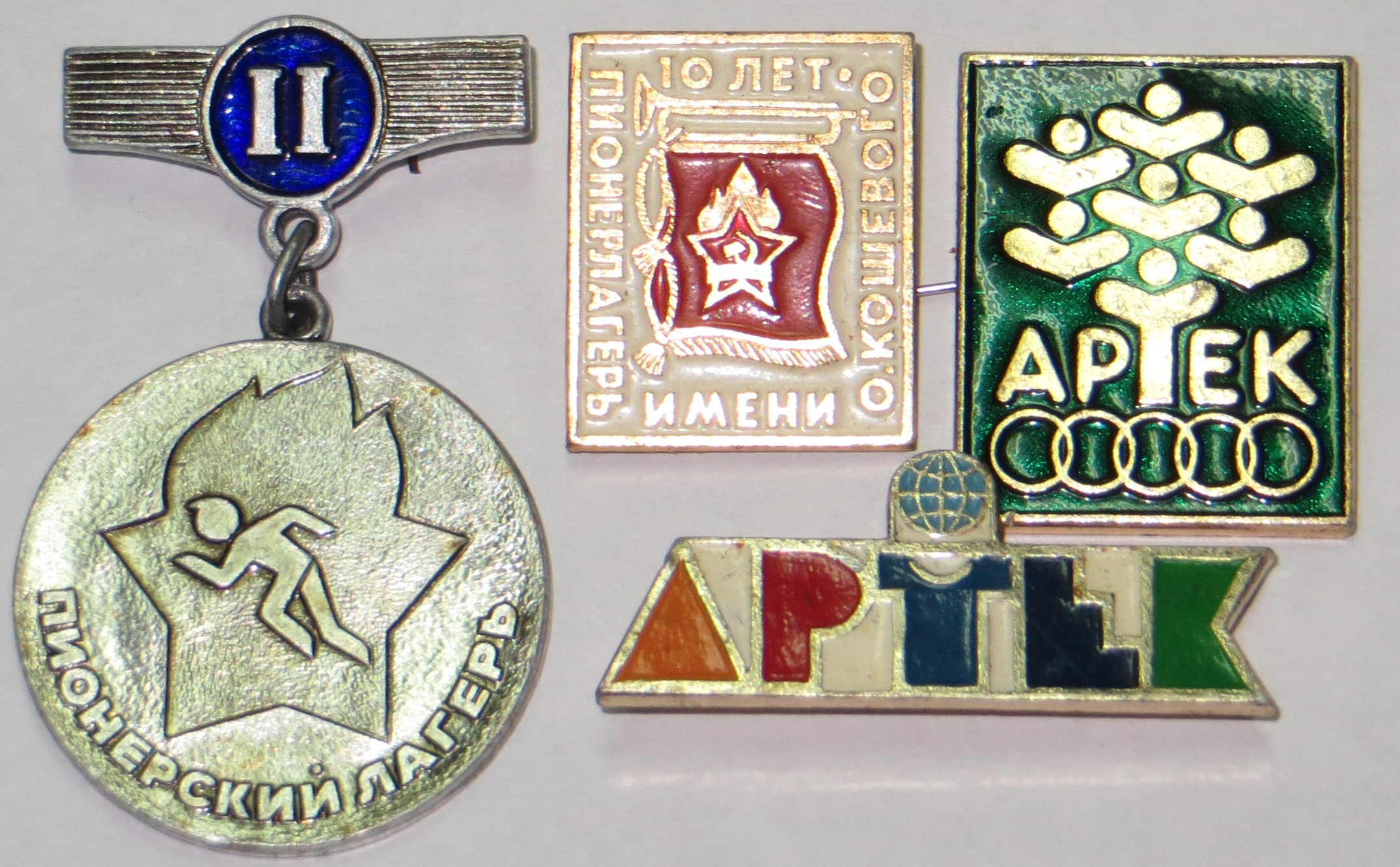
…и значки